# Mezek Peak
Mezek Peak är en bergstopp i Antarktis. Den ligger i Sydshetlandsöarna. Argentina, Chile och Storbritannien gör anspråk på området. Toppen på Mezek Peak är 1 735 meter över havet. Mezek Peak ingår i Imeon Range.
Terrängen runt Mezek Peak är huvudsakligen bergig, men åt nordväst är den kuperad. Havet är nära Mezek Peak åt nordväst. Trakten är obefolkad. Det finns inga samhällen i närheten. 